# Червона книга України
Черво́на кни́га Украї́ни — офіційний державний документ, який містить перелік рідкісних, вразливих і зникаючих видів тваринного і рослинного світу у межах України, а також узагальнені відомості про сучасний стан цих видів і заходи щодо їх збереження. Занесені до Червоної книги України види підлягають охороні на всій території України, у межах її континентального шельфу та виключної морської економічної зони. Регулюється Законом України «Про Червону книгу України».
З 9 квітня 2021 року до Червоної книги України занесено 1544 види, з них 687 тварини і 857 — рослинний світ.
Державне управління, регулювання та контроль збереження видів, занесених до Червоної книги України здійснюють Кабінет Міністрів України, Міністерство захисту довкілля та природних ресурсів України та інші державні органи.
Наукове забезпечення ведення Червоної книги України, підготовку пропозицій про занесення до Червоної книги України та про виключення з неї видів, контроль підготовки матеріалів, визначення форми її видань і координацію відповідної діяльності здійснює Національна комісія з питань Червоної книги України, яка створюється Національною академією наук України на базі Інституту зоології НАН України та Інституту ботаніки НАН України, що займаються безпосереднім веденням Червоної книги України.
Було зроблено три видання Червоної книги України (1980, 1994—1996, 2009) і згідно з законодавством України, кожні 10 років має виходити нове видання. У проміжках види можуть заноситися до Червоної книги України окремими наказами Міністерства екології України, що на практиці робиться лише в особливих виключних випадках (ведмідь у 2003, лось у 2017).

## Історія

### Перше видання
Створення Червоних книг у СРСР почалося з заклику Міжнародного союзу охорони природи започатковувати національні та регіональні червоні книги. У 1974 році була започаткована Червона книга СРСР. Робота над Червоною книгою України почалася 1975 року, коли на засіданні Секції раціонального використання, охорони та відтворення біологічних ресурсів суші Міжвідомчої науково-технічної ради при Державному комітеті УРСР з охорони природи було створено спеціальну Міжвідомчу комісію з питань підготовки «Червоної книги УРСР». Очолював Комісію та підкомісію з тварин А. П. Федоренко (Інститут зоології АН УРСР), а підкомісію з рослин — В. І. Чопик (Інститут ботаніки АН УРСР). До складу Комісії увійшло 45 осіб.
Постановою Ради Міністрів УРСР від 4 серпня 1976 року було затверджено «Положення про Книгу рідкісних і таких, що знаходяться під загрозою зникнення, видів тварин і рослин Української РСР — „Червону книгу УРСР“». Ведення Червоної книги було покладено на Академію наук УРСР.
Перше видання Червоної книги України було опубліковане у 1980 році одним томом під назвою «Червона Книга Української РСР» у видавництві «Наукова думка» (наклад 2400 примірників). Редакційну колегію видання складали К. М. Ситник (відповідальний редактор) і В. О. Топачевський як директори Інституту ботаніки та Інституту зоології, А. М. Гродзинський як академік-секретар відділення загальної біології АН УРСР, А. П. Федоренко і В. І. Чопик як голови згаданих вище підкомісій по тваринах і рослинах, що існували з 1975 року. Останні двоє були також зазначені як укладачі. Авторський колектив складав 24 науковці.
Перша Червона книга України включала 85 видів (підвидів) тварин: 29 — ссавців, 28 — птахів, 6 — плазунів, 4 — земноводних, 18 — комах; і 151 вид вищих рослин.

### Друге видання
Постановою Верховної ради України від 29 жовтня 1992 було затверджено Положення про Червону книгу України, як основного державного документа з питань охорони тваринного і рослинного світу. Тоді ж профільну Комісію було переформовано та перейменовано у Національну комісію з питань Червоної книги України. Очолював Комісію перший заступник Міністра охорони навколишнього середовища України Ю. Г. Рубан, головами підкомісій з зоології та ботаніки були відповідно М. М. Щербак та Б. В. Заверуха.
Друге видання Червоної книги України було здійснене у двох томах, які були опубліковані з дворічним проміжком у видавництві «Українська енциклопедія»: в 1994 році — том «Тваринний світ», в 1996 році — том «Рослинний світ» (наклад кожного — 5000 примірників).
Друге видання включало 382 види тваринного та 541 вид рослинного світу. У порівнянні з першим виданням, кількість видів тварин збільшилась на 297, а рослинного світу — на 390 видів.

### Третє видання
У 2009 році вийшло третє видання Червоної книги України. До нього занесено 826 видів рослинного світу: судинні рослини (611), мохоподібні (46), водорості (60), лишайники (52), гриби (57).
Кількість видів рослинного світу у третьому порівняно з другим виданням збільшилась на 285 видів, при цьому 310 видів було занесено, а 25 — виключено, зокрема 21 вид судинних рослин та по одному виду мохоподібних, водоростей, лишайників і грибів.
До третього видання Червоної книги України занесено 542 види тварин: кнідарії (2 види), круглі (2) та кільчасті (9) черви, ракоподібні (31), павукоподібні (2) та багатоніжки (3), ногохвістки (2), комахи (226), молюски (20), круглороті (2) та риби (69), земноводні (8), плазуни (11), птахи (87), ссавці (68).
Кількість видів тварин у третьому порівняно з другим виданням збільшилась на 160 видів, при цьому 191 вид було занесено до Червоної книги, а 31 — виключено, зокрема 27 видів комах, 2 види риб і 2 види ссавців (борсук звичайний і водяна полівка мала).
19 грудня 2017 року окремим Наказом Міністерства екології до Червоної книги України було занесено також 543-й вид тварин — лось європейський. Однак 27 листопада 2018 року окружний адміністративний суд Києва скасував це рішення, виключивши лося з Червоної книги. 8 квітня 2019 року Шостий апеляційний суд Києва задовольнив апеляцію Міністерства екології і заборонив виключення лося з Червоної книги, залишивши таким чином тварину під охороною.

### Четверте видання
Згідно з Законом України про Червону книгу України, Кабінет міністрів України був зобов'язаний забезпечити видання четвертої редакції Червоної книги України не пізніше 2019 року, через 10 років після попереднього видання. Влітку 2019 Міністерством екології були оголошені два тендери на видання ботанічного та зоологічного томів Червоної книги України (відповідно 6 та 4,5 мільйони гривень), але охочих брати участь у тендерах за висунутих умов видання не знайшлося, тож тендери не відбулися, повторні тендери в 2019 не оголошувалися і, відповідно, вимоги законодавства не були виконані Кабміном.

Бабак степовий, занесений до Червоної книги України у 2021 році

3 березня 2021 року Міністерство захисту довкілля та природних ресурсів України оприлюднило затверджений Наказ з оновленим переліком видів тварин, занесених до Червоної книги України (Наказ Міндовкілля від 17 січня затверджений Мінюстом 1 березня, набрав чинності 12 березня). До оновленого переліку внесено 687 видів тварин, при цьому 171 з них вперше занесені до Червоної книги України, а 27 видів виключені з неї. Аналогічний Наказ з оновленим переліком видів рослинного світу було оприлюднено 24 березня (Наказ від 15 лютого, затверджений 23 березня, набрав чинності 9 квітня). В цей перелік занесено 857 видів, при цьому 52 види були вперше занесені до Червоної книги України, а 21 — виключені з неї.
Серед видів, занесених до Червоної книги України у 2021 році, найбільше публічних дискусій викликало питання стосовно бабака степового, проти занесення якого до Червоної книги активно виступали мисливські спільноти. Також до Червоної книги України у 2021 році були занесені кілька видів риб, що є об'єктами рибальства, зокрема підуст звичайний, рибець звичайний, в'язь звичайний і вугор європейський.
Серед найпомітніших змін до списків видів Червоної книги України у 2021 році також є збільшення утричі кількості занесених до неї видів наземних молюсків, з 14 до 42, відповідно до опублікованого раніше огляду.
Станом на 2024 рік четверте видання Червоної книги України не було видано друком у вигляді книги, як того вимагає Законодавство від Кабінету Міністрів України. Проте нові переліки видів Червоної книги України, затверджені Наказами Міндовкілля 2021 року, набрали чинності після публікації в Офіційному віснику України, у них зазначено «набирає чинності з дня його офіційного опублікування». У Законі України про Червону книгу України зазначено, що рішення про занесення видів до Червоної книги приймає профільне міністерство (наразі Міндовкілля), відповідно, публікація власне друкованої книги не впливає на статус видів, вони заносяться, виключаються та змінюють охоронні категорії у Червоній книзі України лише за наказами профільного міністерства.

### Кількість видів у різних виданнях
| Тваринний світ           |     |     |      |      |
| Кнідарії                 | 0   | 2   | 2    | 2    |
| Нематоди                 | 0   | 2   | 2    | 0    |
| Багатощетинкові черви    | 0   | 0   | 0    | 1    |
| Малощетинкові черви      | 0   | 1   | 1    | 1    |
| П'явки                   | 0   | 6   | 8    | 10   |
| Водні черевоногі молюски | 0   | 3   | 3    | 5    |
| Наземні молюски          | 0   | 8   | 14   | 42   |
| Двостулкові молюски      | 0   | 1   | 3    | 7    |
| Зяброногі ракоподібні    | 0   | 8   | 8    | 10   |
| Веслоногі ракоподібні    | 0   | 1   | 5    | 10   |
| Вищі ракоподібні         | 0   | 17  | 18   | 15   |
| Павукоподібні            | 0   | 2   | 2    | 2    |
| Багатоніжки              | 0   | 3   | 3    | 3    |
| Ногохвістки              | 0   | 0   | 2    | 6    |
| Комахи                   | 18  | 173 | 226  | 312  |
| Міноги                   | 0   | 2   | 2    | 2    |
| Променепері риби         | 0   | 32  | 69   | 75   |
| Земноводні               | 4   | 5   | 8    | 9    |
| Плазуни                  | 6   | 8   | 11   | 11   |
| Птахи                    | 28  | 67  | 87   | 91   |
| Ссавці                   | 29  | 41  | 68   | 73   |
| Тваринний світ загалом   | 85  | 382 | 542  | 687  |
| Рослинний світ           |     |     |      |      |
| Судинні рослини          | 151 | 439 | 611  | 625  |
| Мохоподібні              | 0   | 28  | 46   | 47   |
| Водорості                | 0   | 17  | 60   | 61   |
| Лишайники                | 0   | 27  | 52   | 56   |
| Гриби                    | 0   | 30  | 57   | 68   |
| Рослинний світ загалом   | 151 | 541 | 826  | 857  |
| Всього                   | 236 | 923 | 1368 | 1544 |

## Функціонування та законодавче регулювання
Функціонування Червоної книги України регулюється Законом України «Про Червону книгу України» від 07.02.2002 (з подальшими змінами) — 3055-III.
Згідно з цим Законом, державне управління, регулювання та контроль збереження видів тварин і рослин, занесених до Червоної книги України здійснюють Кабінет Міністрів України, центральний орган виконавчої влади, що забезпечує формування державної політики у сфері охорони навколишнього природного середовища, центральний орган виконавчої влади, що реалізує державну політику у сфері охорони навколишнього природного середовища (Міністерство захисту довкілля та природних ресурсів України), центральний орган виконавчої влади, що реалізує державну політику у сфері лісового та мисливського господарства (Державне агентство лісових ресурсів України), центральний орган виконавчої влади, що реалізує державну політику у сфері рибного господарства (Державне агентство рибного господарства України), центральний орган виконавчої влади, що реалізує державну політику із здійснення державного нагляду (контролю) у сфері охорони навколишнього природного середовища, раціонального використання, відтворення і охорони природних ресурсів (Державна екологічна інспекція України), Рада міністрів Автономної Республіки Крим, місцеві державні адміністрації, інші уповноважені на це органи виконавчої влади відповідно до їх повноважень.
Державний нагляд (контроль) у сфері використання та відтворення видів Червоної книги України здійснюється центральним органом виконавчої влади, що реалізує державну політику із здійснення державного нагляду (контролю) у сфері охорони навколишнього природного середовища, раціонального використання, відтворення і охорони природних ресурсів (Державна екологічна інспекція України).
Для наукового забезпечення ведення Червоної книги України, підготовки пропозицій про занесення до Червоної книги України та вилучення з неї видів тварин і рослин, організації наукових досліджень, розробки заходів щодо охорони рідкісних і таких, що перебувають під загрозою зникнення, видів тварин і рослин, контролю за їх виконанням, координації діяльності державних органів та громадських організацій створена Національна комісія з питань Червоної книги України, що з 2012 року формується Національною академією наук України. Головою Комісії за посадою є Президент НАН України, головами секцій з питань тваринного і рослинного світу за посадами є директори Інституту зоології НАН України та Інституту ботаніки НАН України. Два згадані заклади займаються безпосереднім веденням і координацією створення Червоної книги України та, згідно з Положенням про Комісію, є її «базовими установами».
Кабінет Міністрів України забезпечує офіційне видання та розповсюдження Червоної книги України не рідше одного разу на 10 років.
Наукові та інші установи, підприємства, організації та громадяни повідомляють Міністерству охорони навколишнього природного середовища України наявну у них інформацію про поширення, чисельність, стан видів тварин і рослин, занесених до Червоної книги України, та негайно інформує про факти їх знищення, пошкодження, загибелі чи захворювання.

## Національна комісія з питань Червоної книги України
Національна комісія з питань Червоної книги України утворюється для науково-організаційного забезпечення ведення Червоної книги України і має наступні функції згідно з Положенням про неї від 15.03.2017:
- забезпечує науково-організаційне ведення Червоної книги України;
- організує проведення аналізу даних про стан популяцій видів Червоної книги України;
- організує і координує наукові дослідження з метою виявлення нових місць перебування видів Червоної книги України;
- координує діяльність наукових установ, пов'язаних із проведенням постійних спостережень за станом популяцій видів Червоної книги України;
- розробляє та вносить пропозиції про зміну або встановлення категорій видів тваринного і рослинного світу, що заносяться до Червоної книги України;
- сприяє створенню та діяльності у базових установах структурних підрозділів для постійного збирання нових даних щодо стану рідкісних видів;
- визначає критерії включення видів до Червоної книги України, аналізує, узагальнює пропозиції про включення до Червоної книги України або виключення з неї видів;
- розробляє заходи щодо збереження та охорони видів Червоної книги України та здійснює контроль за їх проведенням;
- організує розробку та затвердження національних методик обліку видів Червоної книги України;
- розглядає проєкти правил, рекомендацій і методичних матеріалів із питань охорони, раціонального використання та відтворення видів Червоної книги України;
- приймає рішення щодо спеціального використання видів Червоної книги України для видачі відповідного дозволу;
- контролює підготовку матеріалів, визначає форму подання відомостей до чергового офіційного видання Червоної книги України.

Базовими установами Комісії, згідно з Положенням про неї, є Інститут ботаніки імені М. Г. Холодного НАН України та Інститут зоології імені І. І. Шмальгаузена НАН України.
До 2012 року Комісія була підпорядкована Міністерству екології України і очолював її за посадою заступник Міністра екології. У 2012 році Комісія була передана до Національної академії наук України і відтоді головою Комісії за посадою є Президент НАН України.
До складу Комісії включаються провідні вчені Національної академії наук України та інших наукових установ, фахівці органів виконавчої влади відповідно до їх повноважень і громадських організацій, статутами яких передбачена діяльність в охороні видів тваринного та/або рослинного світу.
Після змін від 15 березня 2019 року, до складу Комісії входили: Б. Є. Патон (голова, за посадою), В. Г. Кошечко (перший заступник голови, за посадою), В. В. Клід (за посадою), Г. В. Богданович (за посадою), В. Ф. Романовський (за посадою), В. Ф. Плічко (за посадою), В. О. Харченко (секретар); Секція з питань охорони рослинного світу: С. Л. Мосякін (голова Секції, за посадою), Р. І. Бурда, В. П. Гайова, М. Б. Гапоненко, В. П. Гелюта, Я. П. Дідух, О. О. Кагало, В. П. Коломійчук, І. А. Коротченко (секретар Секції), В. І. Мельник, О. О. Орлов, О. Є. Ходосовцев, П. М. Царенко, І. І. Чорней; Секція з питань охорони тваринного світу: І. А. Акімов (голова Секції, за посадою), Б. Г. Александров (загинув у грудні 2019), В. В. Аністратенко, С. О. Афанасьєв, В. Г. Домашлінець, І. І. Козіненко (секретар Секції), В. О. Корнєєв, В. А. Костюшин, О. В. Кошелєв, Д. В. Лукашов, Л. Г. Маніло, С. В. Межжерін, О. Д. Некрасова, В. Г. Радченко, Й. І. Чернічко.
На час виходу третього видання Червоної книги України (2009) до складу Комісії входили: М. М. Мовчан (голова, за посадою), С. І. Губар (перший заступник голови, за посадою), І. А. Акімов (заступник голови), Я. П. Дідух (заступник голови), О. П. Попович (секретар), Т. Л. Андрієнко, С. О. Афанасьєв, Р. І. Бурда, В. П. Гелюта, І. В. Довгаль, С. Ю. Кондратюк, В. А. Костюшин, С. В. Межжерін, М. О. Мироненко (за посадою), С. Л. Мосякін, С. Ю. Попович, В. Г. Радченко, В. Ф. Романовський (за посадою), І. В. Скляренко (за посадою), Т. В. Тимочко, П. М. Царенко.
До першого складу Комісії під сучасною назвою, з 1992 і на час виходу другого видання Червоної книги України (1994 і 1996), входили: Ю. Г. Рубан (голова, за посадою), Я. І. Мовчан (заступник голови, за посадою), М. М. Щербак (голова підкомісії зоології), Б. В. Заверуха (голова підкомісії ботаніки), І. А. Акімов, В. О. Архипчук (відповідальний секретар), П. О. Вавриш (відповідальний секретар), М. А. Голубець, К. М. Ситник, М. П. Стеценко, Ю. Р. Шеляг-Сосонко; підкомісія зоології: А. П. Авдєєнко, В. М. Бровдій, В. С. Гавриленко, І. Г. Ємельянов, В. М. Єрмоленко, Л. М. Зимбалевська, З. Ф. Ключко, А. І. Корзюков, В. І. Крижанівський, Ю. І. Крочко, В. І. Лисенко, М. О. Мироненко, Ю. В. Мовчан, В. І. Монченко, І. Г. Плющ, Й. І. Чернічко, Г. Й. Щербак; підкомісія ботаніки: Т. Л. Андрієнко, Р. І. Бурда, С. П. Вассер, В. М. Вірченко, Я. П. Дідух, М. М. Загульський, В. Б. Іванов, В. І. Комендар, С. Ю. Кондратюк, В. В. Коржанівський, В. В. Новосад, П. М. Царенко, В. І. Чопик.
До 1992 року називалася Міжвідомчою комісією з питань підготовки Червоної книги УРСР, була створена 1975 року. Очолював Комісію та підкомісію з тварин А. П. Федоренко (Інститут зоології), а підкомісію з рослин — В. І. Чопик (Інститут ботаніки). До складу Комісії входило 45 осіб, але персональний склад оприлюднено не було.

## Зміни законодавства про Червону книгу України та дискусійні питання
У грудні 2008 р. до Закону «Про Червону книгу України» були внесені зміни, згідно з якими спеціальне використання об'єктів Червоної книги України з метою отримання доходу забороняється. Це дозволило припинити зловживання, пов'язані, наприклад, з проведенням комерційного полювання на зубрів під виглядом селекційного відстрілу. У липні 2012 р. до Закону «Про Червону книгу України» були внесені доповнення, згідно з якими до переліку об'єктів Червоної книги України внесено гриби, водорості і непатогенні мікроорганізми. Крім цього в поняття об'єктів Червоної книги України були включені не тільки рідкісні та зникаючі організми, що мешкають в природних умовах, але і в штучних умовах.

## Охоронні категорії
Відповідно до Закону України про Червону книгу України, види, що заносяться до Червоної книги, поділяються на наступні категорії:
- Зниклі — види, про які після неодноразових пошуків, проведених у типових місцевостях або в інших відомих та можливих місцях поширення, відсутня будь-яка інформація про наявність їх у природі чи спеціально створених умовах;
- Зниклі в природі — види, які зникли в природі, але збереглися у спеціально створених умовах;
- Зникаючі — види, які перебувають під загрозою зникнення у природних умовах і збереження яких є малоймовірним, якщо триватиме дія факторів, що негативно впливають на стан їх популяцій;
- Вразливі — види, які у найближчому майбутньому можуть бути віднесені до категорії зникаючих, якщо триватиме дія факторів, що негативно впливають на стан їх популяцій;
- Рідкісні — види, популяції яких невеликі і на даний час не належать до категорії зникаючих чи вразливих, хоча їм і загрожує небезпека;
- Неоцінені — види, про які відомо, що вони можуть належати до категорії зникаючих, вразливих чи рідкісних, але ще не віднесені до неї;
- Недостатньо відомі — види, які не можна віднести до жодної із зазначених категорій через відсутність необхідної повної і достовірної інформації.

Перелічені категорії використовувалися у третьому виданні Червоної книги України (2009).

### Категорії другого видання
У другому виданні (1994 і 1996) залежно від стану і ступеня загрози для популяцій видів, занесених до Червоної книги України, було застосовано такі категорії: зниклі (0), зникаючі (I), вразливі (II), рідкісні (III), невизначені (IV), недостатньо відомі (V), відновлені (VI).
- Зниклі: види, про які після неодноразових пошуків проведених у типових місцевостях або в інших відомих та можливих місцях поширення, відсутня будь-яка інформація про їх існування у дикій природі;
- Зникаючі: види, що знаходяться під загрозою зникнення, збереження яких є малоймовірним, якщо продовжиться згубна дія факторів, що впливають на їх стан;
- Вразливі: види, які у найближчому майбутньому можуть бути віднесені до категорії «зникаючих», якщо продовжиться дія факторів, що впливають на їх стан;
- Рідкісні: види, популяції яких невеликі, які у наш час не відносяться до категорії «зникаючих» чи «вразливих», хоча їм і загрожує небезпека;
- Невизначені: види, про які відомо, що вони не відносяться до категорії «зникаючих», «вразливих» чи «рідкісних», однак достовірна інформація, яка б дозволяла визначити, до якої із зазначених категорій вони відносяться — відсутня;
- Недостатньо відомі: види, які можна було б віднести до однієї з вище перерахованих категорій, однак у зв'язку з відсутністю повної достовірної інформації питання залишається невизначеним;
- Відновлені — види, популяції яких завдяки вжитим заходам щодо їх охорони не викликають стурбованості, однак не підлягають використанню і вимагають постійного контролю.

### Перше видання
У першому виданні Червоної книги України офіційних категорій не існувало, натомість нариси містили розділ «статус», де у вільній формі характеризувався стан виду, наприклад як «рідкісний вид», «рідкісний зникаючий вид», «рідкісна цінна декоративна рослина» і т. д.

## Структура нарисів

### Перше видання
У першому виданні Червоної книги України (1980) кожен видовий нарис займав дві сторінки, на одній з яких було вказано назву, ряд (порядок) і родину, а також наведено чорно-білий малюнок тварини чи рослини, а на другій — розміщено карту з кольоровими червоними крапками і текст нарису. Структура нарису для тварин і рослин відрізнялася.
| Тварини: - Назва виду українською та латиною - Ряд, родина - Статус - Поширення - Місця перебування - Чисельність - Розмноження - Причини зміни чисельності - Чисельність у неволі - Розмноження у неволі - Вжиті заходи охорони - Необхідні заходи охорони | Рослини: - Назва виду українською та латиною - Порядок, родина - Статус - Поширення - Місцезростання (екологія) - Причини зміни чисельності - Розведення у культурі - Вжиті заходи охорони - Необхідні заходи охорони |

### Друге видання
У другому виданні Червоної книги України (1994 і 1996) кожен видовий нарис займав одну сторінку, містив кольорові фото або малюнок виду, карту його поширення в Україні та мав наступну структуру, яка дещо відрізнялася в двох томах.
| «Тваринний світ»: - Назва виду українською та латиною - Таксономічна належність (ряд, родина) - Таксономічна характеристика - Статус (категорія) - Поширення - Місця перебування - Чисельність - Причини змін чисельності - Особливості біології - Розмноження у неволі - Заходи охорони - Джерела інформації - Автори тексту | «Рослинний світ»: - Назва виду українською та латиною - Таксономічна належність (родина) - Статус (категорія) - Наукове значення - Поширення - Місця зростання - Чисельність - Причини змін чисельності - Загальна характеристика - Заходи охорони - Джерела інформації - Автори тексту |

### Третє видання
Аналогічно до попереднього видання, у третьому виданні Червоної книги України (2009) кожен видовий нарис займав одну сторінку, містив кольорові фото або малюнок виду, карту його поширення в Україні та мав наступну структуру, яка дещо відрізнялася в двох томах.
| «Тваринний світ»: - Назва виду українською та латиною - Таксономічна належність - Природоохоронний статус виду - Ареал виду та його поширення в Україні - Чисельність i причини її зміни - Морфологічні ознаки - Режим збереження популяцій та заходи з охорони - Розмноження та розведення у спеціально створених умовах - Господарське та комерційне значення - Основні джерела інформації - Автори тексту та фото чи малюнку | «Рослинний світ»: - Назва виду українською та латиною - Таксономічна належність - Природоохоронний статус виду - Наукове значення - Ареал виду та його поширення в Україні - Чисельність та структура популяцій - Причини зміни чисельності - Умови місцезростання - Загальна біоморфологічна характеристика - Режим збереження популяцій та заходи з охорони - Розмноження та розведення у спеціально створених умовах - Господарське та комерційне значення - Основні джерела інформації - Автори тексту та фото чи малюнку |

## Види, занесені до Червоної книги України (2021)
Види наведені згідно наказів Міндовкілля з оновленими переліками видів Червоної книги України, які набули чинності у березні та квітні 2021 року.

### Тваринний світ
Тип Кнідарії
Клас Гідроїди
| - Меризія азовська | - Азовець облямований |  |

Тип Кільчасті черви
Клас Багатощетинкові
- Офелія дворога

Клас Малощетинкові
- Ейзенія Гордєєва

Клас П'явки
| - Жабоп'явка алжирська - П'явка медична - П'явка аптечна - Археобдела каспійська | - Глотківка Щоголева - Глотківка віленська - Трохета потайна | - Трохета струмкова - Трохета дністровська - Псевдотрохета п'ятикільчаста |

Тип Молюски
Клас Черевоногі
Ряд Літориноподібні
| - Каспія Кніповича - Вежка льодяникова | - Водяничка інсубрійська | - Кругловустик струмковий |

Ряд Двопередсердні
| - Скалочка карпатська | - Скалочка крихітна | - Скалочка блискуча |

Ряд Сидячоокі
| - Петрик таврійський | - Петрик свердлоподібний |  |

Ряд Стебельчастоокі
| - Бочівка шипаста - Аргна карпатська - Крихітка альпійська - Крихітка скельова - Крихітка тризуба - Закрутка трав'яна - Закрутка болотяна - Закрутка вузькорота - Циліндриця південна - Бескидниця сутінкова - Бескидниця аркадійська - Бескидниця родоська - Круглозубка ущелинна | - Пелюшниця струнка - Обжерка карпатська - Серуліна зубчаста - Елія нагольняньська - Русинка тендітна - Пралісниця північна - Пралісниця струнка - Пралісниця карпатська - Заслонниця мала - Заслонниця деревна - Вестія шляхетна - Веретенка оманлива - Пупкалик пралісовий | - Кришталівка кримська - Таврінелятко бабуганське - Лищак велетенський - Лищак степовий - Даудебардія руда - Даудебардія коротконога - Дробація банатська - Аріанта чорна - Волохатик довговолосий - Волохатик карпатський - Волохатик Любомирського - Простеномфалія карпатська |

Клас Двостулкові
Ряд Венериди
| - Бужанка гладенька | - Бужанка складчаста | - Кулька кісточка |

Ряд Наяди
| - Перлівниця товста | - Беззубка лебедина | - Беззубка вузька |

Ряд Устрицеподібні
- Устриця їстівна

Тип Членистоногі
Клас Зяброногі ракоподібні
Ряд Голі зяброноги
| - Бранхінекта лякаюча - Бранхінекта маленька - Бранхінекта східна | - Бранхіпус Шаффера - Танімастикс ставковий - Фалокриптус колючий | - Бранхінектела середня - Дрепанозурус дволикий |

Ряд Двочерепашкові
| - Цизикус чотиривусий | - Лімнадія опукла |  |

Клас Веслоногі ракоподібні
Ряд Каланоїди
| - Гемідіаптом Рилова - Спеодіаптомус Бірштейна | - Акарція Маргалефа - Аномалоцера Патерсона | - Понтела середземноморська - Лабідоцера брунатна |

Ряд Циклопи
| - Ойтона карликова - Смірновіела редукована | - Кольпоциклоп прісноводний | - Кольпоциклоп шипуватий |

Клас Вищі ракоподібні
Ряд Мізиди
| - Мізида зубчаста | - Мізида Варпаховського |  |

Ряд Бокоплави
| - Гмеліна Кузнецова - Ніфаргогамарус середній | - Іфігенела шаблінська - Іфігенела колючконога | - Іфігенела Андрусова - Ніфаргус Вадима |

Ряд Рівноногі
- Тифлолігідіум сліпий

Ряд Десятиногі
| - Лісмата щетинконога - Рак широкопалий | - Рак товстопалий - Краб кам'яний | - Краб мармуровий - Краб прісноводний |

Клас Павукоподібні
| - Скорпіон кримський | - Сольпуга звичайна |  |

Клас Двопарноногі багатоніжки
| - Багатозв'яз гірський | - Лептоюлус Семенкевича | - Сиріоюлус Коваля |

Клас Ногохвістки
| - Таврогаструра скельська - Моруліна бородавчаста | - Тетродонтофора блакитна - Протафорура Яношіка | - Пігмаропалітес карпатський - Пігмаропалітес таврійський |

Клас Комахи
Ряд Одноденки
| - Палінгенія димчаста - Екдіонурус єдиний - Гептагенія Самоха | - Ізоніхія невідома - Бетопус ніжний | - Брахіцеркус Харриса - Метрелетус балканський |

Ряд Бабки
| - Красуня блискуча кримська - Красуня-діва - Негаленія чудова - Стрілка озброєна | - Стрілка Ліндена - Дозорець-імператор - Кордулегастер кільчастий - Кордулегастер двозубчастий | - Офіогомфус Цецилія - Левкоринія білолоба - Бабка перев'язана - Зеленотілка північна |

Ряд Богомоли
| - Емпуза смугаста - Емпуза піщана | - Ірис плямистий | - Боліварія короткокрила |

Ряд Прямокрилі
| - Пилкохвіст лісовий - Пилкохвіст скіфський - Пилкохвіст Плігінського - Пилкохвіст український | - Дибка степова - Коник-товстун - Ізофія Зубовського - Ізофія непримітна | - Фолідоптера Фрівальдського - Анадримадуза Ретовського - Цвіркун візантійський - Тріскачка ширококрила |

Ряд Веснянки
| - Левктра кримська | - Ізоперла Прокопова | - Палінгенія довгохвоста |

Ряд Ембії
- Ембія реліктова

Ряд Рівнокрилі
- Кошеніль польська

Ряд Напівтвердокрилі
| - Коранус сірий - Онкоцефал кримський - Брахінема Ґермара | - Ялла овальна - Афелохерій (плавт) літній | - Велія Саєлі - Водомірка наяда |

Ряд Твердокрилі
| - Різодес борозенчастий - Стрибун темний - Стрибун Бессера - Красотіл пахучий - Слимакоїд кримський - Турун угорський - Турун бесарабський - Турун Ештрайхера - Турун Менетріє - Турун блискучий - Турун Щеглова - Міскодера арктична - Жужелиця Шевролата - Жужелиця дама - Псевдофенопс Якобсона - Турун печерний Дублянського - Плавунець широкий - Плавунець дволінійний - Вертик сутінковий - Стафілін волохатий | - Бистрик короткокрилий - Стафілін Плігінського - Кведій карпатський - Цератофій багаторогий - Больбелязм однорогий - Бронзівка особлива - Жук-самітник - Гнойовичок двоплямистий - Жук-олень - Вусач великий дубовий західний - Вусач альпійський - Вусач-волосяник блідий - Вусач-булавоніг дубовий - Вусач-булавоніг кленовий - Вусач-червонокрил Келера - Вусач земляний хрестоносець - Земляний вусач Мокржецького - Вусач мускусний - Морімус темний - Стеблівниця тигрова | - Вусачик чотирикрапковий - Вусачик чудовий - Златка блискуча - Евритирея золота - Евритирея дубова - Плоскотілка червона - Лакон дубовий - Ковалик іржаво-бурий - Ковалик Паррейса - Ковалик сплощений - Чекініола пластисцелідина - Хризоліна карпатська - Ореїна плагіата - Ореїна зелена - Борос Шнайдера - Педилюс червоногорлий - Брахіцерус зморшкуватий - Левкомігус білосніжний - Ліксус катрановий - Жиряк гладенький |

Ряд Сітчастокрилі
| - Аскалаф строкатий | - Велетенський мурашиний лев західний | - Мантіспа штирійська |

Ряд Скорпіонові мухи
| - Комарівка італійська | - Льодовичник Вествуда |  |

Ряд Волохокрилі
- Оксієтира жовтовуса

Ряд Лускокрилі
| - Поліксена - Аполлон - Мнемозина - Аврора біла - Зегрис Евфема - Жовтюх золотистий - Жовтюх шапранець - Жовтюх торф'яний - Люцина - Дукачик блакитнуватий - Томарес Ногеля - Томарес Каллімах - Синявець Бавій - Синявець Алькон - Синявець Пілаон - Синявець Дарданус - Синявець Дамон - Синявець Дамоне - Синявець туркусовий - Синявець Ерос - Клімена - Прочанок Геро - Прочанок Едип - Трифіза Фрина - Гірняк Феґея - Гірняк Манто - Мереживниця руська - Сатир залізний - Сатир Бризеїда | - Сатир евксинський - Райдужниця велика - Стрічкарка тополева - Рябець Авринія - Рябець матурна - Перлівець північний - Перлівець Евномія - Бражник дубовий - Бражник хорватський - Бражник скабіозовий - Бражник карликовий - Бражник Прозерпіна - Бражник південний молочайний - Сатурнія велика - Сатурнія мала - Сатурнія середня - Шовкопряд кульбабовий - Шовкопряд белліона - Коконопряд золотистий - Стрічкарка велика червона - Стрічкарка диз'юнктивна - Стрічкарка червоно-жовта - Стрічкарка жовта східна - Стрічкарка рожева - Аритрура мишаста - Стрічкарка орденська малинова - Каптурниця пишна - Каптурниця блискуча - Каптурниця срібляста | - Каптурниця срібна - Каптурниця молочно-біла - Совка Гайварда - Совка Люціпета - Совка агатова зелена - Совка велика похмура - Совка розкішна - Евхальція різнобарвна - Совка залізнякова рожева - Совка лещицева - Совка рутвицева денна - Совка Трейчке - Панхризія золочена - Металовидка родовикова - Ведмедиця велика - Ведмедиця-господиня - Ведмедиця плямиста - Ведмедиця Метелькана - Ведмедиця чиста - Міль перистовуса букова - Китицехвіст степовий - Красик веселий - Красик понтійський - Міль трутовикова велетенська - Листовійка Єрмоленка - Листовійка півонієва Віри - Листовійка Медведєва - Гліфіптерикс півниковий угорський |

Ряд Перетинчастокрилі
| - Плероневра хвойна - Бластикотома папоротева - Рогохвіст-авгур - Ксифідрія строката - Коновія Маркевича - Оруссус паразитичний - Оруссус чорний - Пахіцефус степовий - Янус червононогий - Каламевта жовта - Цефус Загайкевича - Харакопіг скіфський - Ценеліда сітчаста - Акантоліда жовтоголова - Мегалодонт середній - Абія виблискуюча - Абія блискуча - Агре Беккера - Арге терновий - Макрофія тевтонська - Сіобла бальзамінова - Трач схожий - Долерус степовий - Долерус короткокрилий - Кориніс блідо-жовтий - Трихіозома бронзована - Зарея перев'язанокрила - Рисса Кріхбаумера - Мегарисса рогохвостова - Мегарисса перлата - Мегарисса сперечальниця - Мегарисса блукальниця - Доліхомітус головастий | - Колеоцентрус різноніг - Стефанус пильшик - Архірилея чорна - Тетрамеза пунктирована - Горіхотворка велетенська - Сапіга-полохрум - Сколія-гігант - Сколія односмугова - Кампсосколія жовтоволоса - Дисцелія зональна - Целонітес кримський - Евмен трикрапковий - Оніхоптерохеілюс Паласа - Паравеспа царська - Криптохіл кільчастий - Криптохіл червонуватий - Аноплій самарський - Амофіла сарептська - Церцеріс горбкуватий - Сфекс жовтокрилий - Сфекс рудуватий - Лярра анафемська - Стиз двокрапковий - Стиз смугастий - Стизоїд тризубий - Мелітурга булавоуса - Андрена червоноплямиста - Андрена велика - Андрена золотонога - Андрена ошатна - Андрена степова - Андрена тризубчаста - Колет каспійський | - Колет Ґреффе - Колет пунктирований - Меліта чорнохвіста - Дазипода куляста - Дазипода шипоносна - Галікт луганський - Селадонія напіввкрита - Евілей блискучий - Евілей чотирьохплямистий - Лазіоглос смугастенький - Бджола-муляр Лефебвра - Мегахіла Жіро - Гоплітіс рудий - Трахуза скабіозова - Трахуза мохната - Стеліс кільчастий - Антофора чорновійчаста - Антофора коренаста - Кубіталія чорна - Евцера вірменська - Ксилокопа звичайна - Ксилокопа райдужна - Джміль моховий - Джміль пахучий - Джміль глинистий - Джміль вірменський - Джміль яскравий - Джміль лезус - Джміль червонуватий - Джміль оперезаний - Ліометопум звичайний - Тапінома кінбурнська |

Ряд Двокрилі
| - Ктенофора прикрашена - Ктир велетенський - Ктир шершенеподібний - Каліпробола особлива - Покота химерна | - Пилкоротиця південна - Зубарик стегнуватий - Зубарик грубоклубий - Зубарик чорнолапий - Пелекоцера широколоба | - Красновуска Маккара - Псарус черевастий - Еріозона сирфоподібна - Урофора Дідушицького |

Тип Хордові
Клас Міноги
| - Мінога карпатська | - Мінога українська |  |

Клас Променепері риби
| - Осетер шип - Стерлядь прісноводна - Осетер атлантичний - Осетер російський - Севрюга звичайна - Білуга звичайна - Вугор європейський - В'язь звичайний - Ялець звичайний - Ялець Данилевського - Ялець-андруга європейський - Вирезуб причорноморський - Плітка паннонська - Підуст волзький - Підуст звичайний - Бистрянка російська - Шемая азовська - Шемая чорноморська - Шемая кримська - Гольян озерний - Рибець малий - Пічкур дунайський - Білоперий пічкур дністровський - Марена звичайна - Марена дніпровська | - Марена кримська - Марена Валецького - Марена карпатська - Карась звичайний - Умбра звичайна - Лосось чорноморський - Лосось дунайський - Харіус європейський - Минь річковий - Кефаль рамада - Морський чорт європейський - Зеус звичайний - Морська голка товсторила - Морська голка тонкорила - Морський коник довгорилий - Тригла жовта - Лаврак європейський - Кам'яний окунь зебра - Судак морський - Судак волзький - Чоп звичайний - Чоп малий - Перкарина чорноморська - Перкарина азовська - Йорж носар | - Йорж смугастий - Зубарик звичайний - Пагель червоний - Бопс смугастий - Горбань темний - Умбріна світла - Хроміс звичайний - Гребінчастий губань золотистий - Зеленушка носата - Губань зелений - Трьохперка чорноголова - Риба-присосок європейська - Риба-присосок товсторила - Короткопера риба-присосок двоплямиста - Піскара сіра - Піскара бура - Бичок паганель - Бичок Букчича - Бичок Штайниця - Хромогобіус чотирьохсмугий - Бичок-каспіосома каспійський - Бичок-пуголовочок Браунера - Бичок-пуголовок азовський - Бичок-пуголовок зірчастий - Арноглось середземноморська |

Клас Земноводні
Ряд Хвостаті земноводні
| - Саламандра плямиста - Тритон гребінчастий | - Тритон дунайський - Тритон Кареліна | - Тритон альпійський - Тритон карпатський |

Ряд Безхвості земноводні
| - Ропуха очеретяна | - Кумка жовточерева | - Прудка жаба |

Клас Плазуни
Ряд Ящірки
| - Жовтопуз безногий - Ящірка зелена | - Ящірка Ліндгольма | - Мідянка звичайна |

Ряд Змії
| - Полоз жовточеревий - Полоз візерунковий | - Полоз сарматський - Полоз лісовий | - Полоз леопардовий - Гадюка степова |

Клас Птахи
Ряд Пірникозоподібні
| - Пірникоза червоношия | - Пірникоза сірощока |  |

Ряд Пеліканоподібні
| - Пелікан рожевий - Пелікан кучерявий | - Баклан чубатий | - Баклан малий |

Ряд Лелекоподібні
| - Чапля жовта - Косар | - Коровайка | - Лелека чорний |

Ряд Гусеподібні
| - Казарка червоновола - Гуска мала - Лебідь малий - Огар | - Нерозень - Чернь червонодзьоба - Чернь білоока - Гоголь | - Пухівка - Савка - Крех середній |

«Ряд Соколоподібні»
| - Скопа - Шуліка рудий - Шуліка чорний - Лунь польовий - Лунь степовий - Лунь лучний - Яструб коротконогий - Канюк степовий | - Змієїд - Орел-карлик - Орел степовий - Підорлик великий - Підорлик малий - Могильник - Беркут | - Орлан-білохвіст - Стерв'ятник - Гриф чорний - Сип білоголовий - Балабан - Сапсан - Боривітер степовий |

Ряд Куроподібні
| - Тетерук | - Глушець | - Орябок |

Ряд Журавлеподібні
| - Журавель сірий - Журавель степовий | - Дрохва | - Хохітва |

Ряд Сивкоподібні
| - Лежень - Пісочник великий - Пісочник морський - Кулик-довгоніг - Чоботар - Кулик-сорока | - Коловодник ставковий - Баранець великий - Кульон тонкодзьобий - Кульон великий - Кульон середній - Грицик великий | - Дерихвіст лучний - Дерихвіст степовий - Мартин каспійський - Крячок каспійський - Крячок малий |

Ряд Голубоподібні
- Голуб-синяк

Ряд Совоподібні
| - Пугач - Сова болотяна - Совка | - Сич волохатий - Сичик-горобець - Сова довгохвоста | - Сова бородата - Сипуха |

Ряд Сиворакшеподібні
- Сиворакша

Ряд Дятлоподібні
| - Жовна зелена | - Дятел білоспинний | - Дятел трипалий |

Ряд Горобцеподібні
| - Жайворонок сірий - Сорокопуд червоноголовий - Сорокопуд сірий - Шпак рожевий | - Тинівка альпійська - Очеретянка прудка - Золотомушка червоночуба - Скеляр строкатий | - Синиця біла - Вівсянка лучна - Вівсянка чорноголова |

Клас Ссавці
Ряд Комахоїдні
| - Їжак вухатий - Хохуля руська | - Білозубка велика - Бурозубка альпійська | - Кутора мала |

Ряд Кажани
| - Підковоніс малий - Підковоніс великий - Довгокрил європейський - Нічниця гостровуха - Нічниця велика - Нічниця довговуха - Нічниця Наттерера - Нічниця триколірна - Нічниця ставкова - Нічниця Брандта | - Нічниця вусата - Нічниця степова - Нічниця мала - Нічниця водяна - Вухань бурий - Вухань сірий - Широковух європейський - Вечірниця руда - Вечірниця мала | - Вечірниця велетенська - Нетопир малий - Нетопир пігмей - Нетопир білосмугий - Нетопир Натузіуса - Нетопир скельний - Лилик двоколірний - Кажан пізній - Кажан північний |

Ряд Зайцеподібні
- Заєць білий

Ряд Гризуни
| - Ховрах європейський - Ховрах крапчастий - Ховрах одеський - Ховрах малий - Бабак степовий - Сліпак білозубий - Сліпак подільський - Сліпак піщаний | - Сліпак буковинський - Соня садова - Тушканчик великий - Ємуранчик звичайний - Мишівка лісова - Мишівка Штранда - Мишівка Нордмана | - Мишівка цимлянська - Хом'як звичайний - Хом'ячок сірий - Полівка татранська - Полівка снігова - Строкатка степова - Сліпачок звичайний |

Ряд Хижі
| - Ведмідь бурий - Перегузня - Горностай - Норка європейська | - Тхір степовий - Тхір лісовий - Видра річкова | - Корсак - Кіт лісовий - Рись |

Ряд Ластоногі
- Тюлень-монах

Ряд Китоподібні
| - Афаліна | - Морська свиня | - Дельфін звичайний |

Ряд Парнокопитні
| - Зубр | - Лось європейський |  |

Ряд Непарнокопитні
- Кінь дикий

### Рослинний світ
Судинні рослини
Відділ Плауноподібні
| - Молодильник озерний - Зелениця альпійська - Зелениця сплюснута - Зелениця Ісслера | - Зелениця триколоскова - Зелениця Цайллера - Плаунець заплавний - Плаун річний | - Баранець звичайний - Плаунок швейцарський - Плаунок плауноподібний |

Відділ Папоротеподібні
| - Адіант венерин волос - Аспленій чорний - Аспленій Білло - Аспленій Гейфлера - Щитник Віллара - Міхурниця альпійська - Міхурниця гірська | - Міхурниця судетська - Вудсія альпійська - Вудсія ельбська - Анограма тонколиста - Марсилея чотирилиста - Пілюльниця куленосна - Гронянка півмісяцева | - Гронянка ромашколиста - Гронянка багатороздільна - Гронянка віргінська - Краєкучник верхівковий - Краєкучник персидський - Лусківниця марантова |

Відділ Голонасінні
| - Яловець високий - Яловець смердючий - Модрина польська | - Сосна Станкевича - Сосна кедрова | - Сосна крейдова - Тис ягідний |

Відділ Покритонасінні
| - Кальдезія білозоролиста - Зіркоплідник частуховий - Цибуля білувата - Цибуля лінійна - Цибуля коса - Цибуля перевдягнена - Цибуля Регеля - Цибуля савранська - Цибуля скіфська - Цибуля Діоскорида - Цибуля круглонога - Цибуля ведмежа - Цибуля пряма - Підсніжник Ельвеза - Підсніжник білосніжний - Підсніжник складчастий - Білоцвіт літній - Білоцвіт весняний - Нарцис вузьколистий - Осінник пізньоцвітовий - Кліщинець білокрилий - Кліщинець східний - Холодок Палласа - Золотень жовтий - Еремур показний - Еремур кримський - Пізньоцвіт осінній - Пізньоцвіт Фоміна - Пізньоцвіт тіньовий - Пізньоцвіт трилистий - Пізньоцвіт різнобарвний - Осока біла - Осока двоколірна - Осока богемська - Осока буріюча - Осока Буксбаума - Осока тонкокореневищна - Осока Девелла - Осока збіднена - Осока дводомна - Осока темно-бура - Осока кулястоподібна - Осока торфова - Осока Хоста - Осока Лахеналя - Осока блискуча - Осока пажитницеподібна - Осока притуплена - Осока малоквіткова - Осока лапкоподібна - Осока скельна - Осока житня - Осока щетиниста - Осока піхвова - Меч-трава болотна - Ситняг карніолійський - Ситняг сосочкоподібний - Ситняг багатостебловий - Ситняг гостролусковий - Комишник двороздільний - Куга гострокінцева - Сашник іржавий - Пухівочка альпійська - Гіацинтик Палласів - Рястка двозначна - Рястка Буше - Рястка гірська - Рястка відігнута - Шафран вузьколистий - Шафран банатський - Шафран Гейфелів - Шафран Палласа - Шафран сітчастий - Шафран гарний - Шафран кримський - Косарики черепитчасті - Косарики італійські - Косарики болотні - Косарики тонкі - Півники Бриндзи - Півники рогаті - Півники борові - Півники понтичні - Півники несправжньосмикавцеві - Півники сибірські - Ситник бульбистий - Ситник кулястоплодий - Ситник тупопелюстковий - Ожика ожикова - Ожика колосиста - Зірочки чохлуваті - Зірочник пізній - Еритроній собачий зуб - Рябчик шаховий - Рябчик малий - Рябчик гірський - Рябчик руський - Лілія лісова - Лілія цибулинконосна - Гадюча цибулька гроноподібна - Тюльпан двоквітковий - Тюльпан гранітний - Тюльпан бузький - Тюльпан змієлистий - Тюльпан дібровний - Тюльпан Шренка - Тюльпан скіфський - Плодоріжка блощична - Плодоріжка запашна - Плодоріжка рідкоквіткова - Плодоріжка салепова - Плодоріжка болотна - Плодоріжка розмальована - Плодоріжка пірамідальна - Булатка великоквіткова - Булатка довголиста - Булатка червона - Язичок зелений - Комперія кримська - Коральковець тричінадрізаний - Зозулині черевички справжні - Зозульки серценосні - Зозульки Фукса - Зозульки іберійські - Зозульки м'ясочервоні - Зозульки плямисті - Зозульки травневі - Зозульки римські - Зозульки бузинові - Зозульки трансильванські - Зозульки Траунштейнера - Коручка ельбська - Коручка темно-червона - Коручка чемернико-подібна - Коручка дрібнолиста - Коручка болотна - Коручка пурпурова - Коручка Таллоші - Надбородник безлистий - Гудієра повзуча - Билинець довгорогий - Билинець щільноквітковий - Билинець найзапашніший - М'якух болотний - Бровник однобульбовий - Ремнепелюстник козячий - Лімодор недорозвинений - Жировик Льозеля - Неотінея тризубчаста - Неотінея обпалена - Зозулині сльози серцелисті - Гніздівка звичайна - Зозулині сльози яйцелисті - Чорнянка карпатська - Офрис бджолоносна - Офрис комахоносна - Офрис оводоносна - Офрис кримська - Зозулинець чоловічий - Зозулинець шоломоносний - Зозулинець блідий - Зозулинець прованський - Зозулинець дрібнокрапчастий - Зозулинець пурпуровий - Зозулинець прикрашений - Зозулинець мавпячий - Зозулинець Ванькова - Любка дволиста - Любка зеленоквіткова - Понерорхіс каптуруватий - Псевдорхіс білуватий - Скрученик приємний - Скрученик спіральний - Стевеніела сатирієподібна - Траунштейнера куляста - Мітлиця альпійська - Мітлиця скельна - Зеленоплідниця фіолетова - Золотобородник цикадовий - Пирійник палермський - Костриця крейдова - Костриця гірська - Костриця різнолиста - Костриця блідувата - Костриця Порціуса - Костриця скельна - Келерія Талієва - Горянка дворядна - Дволусківниця зігнута - Тонконіг Ремана - Ламкоколосник ситниковий - Псевдорегнерія ковилолиста - Сеслерія голуба - Ковила дивна - Ковила відмінна | - Ковила шорстка - Ковила дніпровська - Ковила короткокрила - Ковила Браунера - Ковила волосиста - Ковила пухнастолиста - Ковила відокремлена - Ковила донецька - Ковила облудна - Ковила гранітна - Ковила різнолиста - Ковила Лессінга - Ковила каменелюбна - Ковила азовська - Ковила травнева - Ковила Мартиновського - Ковила гірська - Ковила пірчаста - Ковила поетична - Ковила найкрасивіша - Ковила Сирейщикова - Ковила вузьколиста - Ковила закарпатська - Ковила українська - Ковила Залеського - Пшениця дика однозернянка - Цингерія Біберштейна - Рускус під'язиковий - Шейхцерія болотна - Їжача голівка вузьколиста - Тофільдія чашечкова - Рогіз малий - Фісташка туполиста - Морківниця прибережна - Ласкавець жовтецевий - Ласкавець тонкий - Свистуля татарська - Критмій морський - Колючконос Сібторпа - Борщівник лігустиколистий - Борщівник пухнастий - Палімбія солончакова - Палімбія тургайська - Прангос трироздільний - Румія критмолиста - Жабриця Лемана - Тринія Біберштейна - Кендир венеційський - Щитолисник звичайний - Деревій голий - Деревій язичковий - Деревій Шура - Котячі лапки карпатські - Роман карпатський - Полин вірменський - Полин Дзевановського - Полин суцільнобілий - Айстра альпійська - Будяк пагорбовий - Будяк сизий - Відкасник осотоподібний - Відкасник татарниколистий - Волошка великопридаткова - Волошка короткоголова - Волошка козяча - Волошка Компера - Волошка донецька - Волошка Конки - Волошка перлиста - Волошка білоперлинна - Волошка Пачоського - Волошка первинногерберова - Волошка первинноперлинна - Волошка несправжньо-блідолускова - Волошка верболиста - Волошка Сарандінакі - Волошка напівзаконна - Волошка Стевена - Волошка Ванькова - Осот різнолистий - Скереда Жакена - Скереда пурпурова - Сугайник угорський - Сугайник штирійський - Головатень високий - Злинка альпійська - Злинка залозиста - Солонечник крапчастий - Якобея кримська - Юринея Талієва - Серпій болгарський - Серпій донецький - Серпій донський - Короличка пізня - Білотка альпійська - Язичник сивий - Язичник сибірський - Волошка Талієва - Соссюрея альпійська - Соссюрея різноколірна - Соссюрея Порціуса - Жовтозілля карпатське - Жовтозілля Бессера - Серпій вовконоголистий - Тахтаджяноквітник австрійський - Козельці донецькі - Оставник одеський - Береза дніпровська - Береза низька - Береза Клокова - Громовик гранітний - Громовик багатолистий - Громовик донський - Трубкоцвіт сумнівний - Хрін великоплідний - Очки гладенькі - Капуста кримська - Жеруха грецька - Жеруха ніжна - Ложечниця польська - Катран шорсткий - Катран великоквітковий - Катран коктебельський - Катран морський - Катран мітрідатський - Катран пірчастонадрізаний - Катран Стевена - Катран татарський - Дворядник крейдовий - Крупка аїзоподібна - Крупка подільська - Жовтушник кринкський - Жовтушник Талієва - Жовтушник трансільванський - Жовтушник український - Вайда прибережна - Хрінниця сиваська - Хрінниця Турчанінова - Місячниця оживаюча - Левкой запашний - Одонтарена Борзи - Одонтарена голоніжкова - Одонтарена савранська - Редька приморська - Соболевськія сибірська - Шильник водяний - Дзвінка кримська - Дзвоники карпатські - Дзвоники Кладни - Клеома птахоніжкоподібна - Ліннея північна - Жимолость голуба - Смілка бузька - Роговик Біберштейна - Гвоздика бессарабська - Гвоздика гренобльська - Гвоздика бузька - Гвоздика несправжньопізня - Гвоздика гарна - Роговиця роговикова - Пустельниця головчаста - Лещиця скупчена - Лещиця дністровська - Мерингія бузька - Сабуліна гостропелюсткова - Сабуліна весняна - Смілкоквітка Завадського - Смілка крейдова - Смілка яйлинська - Смілка Ситника - Смілка зеленоквіткова - Бруслина карликова - Солониця однотичинкова - Содниця загострена - Чист кримський - Сонянчик гладкий - Сонцецвіт сивий - Плетуха сольданелова - Борідник шерстистоволосистий - Борідник паростковий - Родіола рожева - Очиток іспанський - Молодило мармурове - Молодило гірське - Головачка Дмитра - Головачка Литвинова - Коломонночок зігнутий - Альдрованда пухирчаста - Росичка середня - Росичка довголиста - Руслиця угорська - Суничник дрібноплодий - Хамедафна чашкова - Кальмія лежача - Рододендрон східнокарпатський | - Журавлина дрібноплода - Молочай прибережний - Молочай густоволохатоплодий - Молочай волинський - Астрагал піщаний - Астрагал арнакантовий - Астрагал дніпровський - Астрагал чашечковий - Астрагал крейдолюбний - Астрагал шерстистоквітковий - Астрагал безстрілковий - Астрагал сизий - Астрагал Геннінга - Астрагал Крайни - Астрагал монпелійський - Астрагал одеський - Астрагал понтійський - Астрагал зігнутий - Астрагал сарептський - Астрагал щетинистий - Астрагал подібний - Астрагал донський - Астрагал яйцеплідний - Астрагал Цингера - Калофака волзька - Карагана скіфська - Зіновать біла - Зіновать Блоцького - Зіновать Пачоського - Зіновать подільська - Зіновать Рошеля - Зіновать Вульфа - Дрік малонасінний - Дрік скіфський - Дрік чотиригранний - Дрочок крилатий - Солодка гола - Солодушка крейдова - Солодушка солодушкова - Солодушка українська - Підковка чубата - Чина гладенька - Чина трансильванська - Чина ряба - Сочевиця східна - Люцерна приморська - Люцерна щебениста - Еспарцет Палласа - Еспарцет Васильченка - Пташник крихітний - Горох високий - Сокироносиця струнка - Софора китникоподібна - Конюшина темно-каштанова - Конюшина люпиноподібна - Конюшина червонувата - Дуб кошенільний - Франкенія припорошена - Блекстонія пронизанолиста - Тирлич безстебловий - Тирлич роздільний - Тирлич жовтий - Тирлич сніговий - Тирлич крапчастий - Тирлич мішкоподібний - Тирлич весняний - Шенкія колосиста - Сверція багаторічна - Сверція крапчаста - Грабельки Бекетова - Кулівниця вузькопелюсткова - Пахучка чебрецелиста - Змієголовник австрійський - Змієголовник Рюйша - Гісоп крейдовий - Глуха кропива гола - Залізняк скіфський - Шавлія кременецька - Шавлія скабіозолиста - Шоломниця крейдова - Шоломниця весняна - Чистець вузьколистий - Чебрець кальміуський - Чебрець прибережний - Товстянка альпійська - Товстянка двоколірна - Товстянка звичайна - Пухирник південний - Пухирник Брема - Пухирник середній - Пухирник малий - Армерія покутська - Кермечник злаколистий - Кермечник червонуватий - Кермек чурюкський - Льон бессарабський - Льон Палласів - Плакун чебрецелистий - Плавун щитолистий - Селітрянка Шобера - Ясен білоцвітий - Бузок угорський - Людвігія болотна - Повстянка дніпровська - Шолудивник високий - Шолудивник Едера - Шолудивник королівський - Шолудивник лісовий - Накорінниця червона - Дзвінець крейдовий - Півонія кримська - Півонія тонколиста - Мачок жовтий - Кучерявка кущова - Кучерявка відігнута - Кисличник двостовпчиковий - Переломник Козо-Полянського - Вовна гірська пухнаста - Цикламен коський - Первоцвіт борошнистий - Первоцвіт Галлера - Первоцвіт дрібний - Горицвіт весняний - Горицвіт волзький - Аконіт Бессера - Аконіт Жакена - Аконіт опушеноплодий - Аконіт несправжньо-протиотруйний - Вітеринка нарцисо-квіткова - Орлики чорніючі - Водяний жовтець плаваючий - Рутовик коріандролистий - Дельфіній високий - Дельфіній Палласа - Дельфіній яскраво-червоний - Дельфіній руський - Дельфіній Сергія - Сон великий - Сон розкритий - Сон лучний - Сон Шерфеля - Сон кримський - Жовтець тора - Рутвиця смердюча - Рутвиця гачкувата - Жостір фарбувальний - Вишня Клокова - Глід Пояркової - Глід Турнефора - Дріада восьмипелюсткова - Шипшина Чацького - Шипшина донецька - Таволга пиківська - Таволга польська - Берека - Вальдштейнія гравілатоподібна - Ясенець білий - Верба альпійська - Верба трав'яна - Верба лапландська - Верба чорнична - Верба туполиста - Верба Старке - Ломикамінь аїзоподібний - Ломикамінь переломниковий - Ломикамінь мохоподібний - Ломикамінь бульбистий - Ломикамінь карпатський - Ломикамінь зернистий - Ломикамінь болотний - Ломикамінь жовто-зелений - Ломикамінь супротивнолистий - Ломикамінь напівзонтиковий - Ранник крейдовий - Ранник донецький - Ранник гранітний - Ранник весняний - Дивина розлога - Льонок бессарабський - Льонок крейдовий - Вероніка безлиста - Вероніка стокроткова - Вероніка кущикова - Беладонна звичайна - Скополія карніолійська - Клокичка периста - Тамарикс стрункий - Вовче лико пахуче - Вовче лико Софії - Вовче лико кримське - Липа пухнастостовпчикова - Остіжник валеріаноподібний - Фіалка біла - Фіалка Джоя - Фіалка кримська |

Водорості
Відділ Жовтозелені водорості
- Вошерія прибережна

Відділ Бурі водорості
| - Пілайєла прибережна - Пунктарія широколиста - Пунктарія хвиляста - Сперматохнус особливий | - Стилофора ніжна - Діктиота дихотомічна - Ектокарпус стручкуватий - Кладостефус жорстковолосистий | - Сфацелярія карликова - Галоптеріс мітлоподібний - Планосифон зостеролистий |

Відділ Червоні водорості
| - Батрахоспермум зовнішньоплідний - Батрахоспермум зроговілий - Калітамніон зернистий - Дазія короткогострокінцева - Гельмінтора розчепірена - Немаліон глистоподібний | - Філофора псевдорогата - Родохортон пурпуровий - Лорансія чашоподібна - Лептосифонія дрібнотипова - Лофосифонія повзуча - Осмундея гібридна | - Осмундея зрізана - Ксіфосифонія пірчаста - Хроодактилон прикрашений - Хроодактилон Волле - Стілонема альсідії - Торея найрозгалуженіша |

Відділ Зелені водорості
| - Бріопсіс адріатичний - Кодіум черв'якуватий - Ульва азовська - Евастропсіс Ріхтера - Псевдопедіаструм Каврайського | - Стигеоклоніум пучкуватий - Бульбохета майже квадратна - Едогоній косопоровий різновид донський - Сифонокладус маленький | - Хетоморфа Зернова - Кладофора далматська - Кладофоропсис шкірястий - Егагропіла лінея |

Відділ Стрептофітові водорості
| - Хара Брауна - Хара сивіюча - Хара мохувата - Хара витончена - Лампротамніум пухирчастий - Ліхнотамнус бородатий | - Нітела струнка - Нітела найтонша - Нітелопсис притуплений - Толіпела проліферуюча - Бамбузіна Бребіссона - Десмідіум Бейлі | - Оокардіум простягнутий - Гонатозігон волохатий - Генікулярія спіротенієва - Роя англійська - Пеніум Борге - Спірогіра Рейнгарда |

Мохоподібні
Відділ Печіночники
| - Фускоцефалозиопсис білуватий - Клевея Спатиза - Фруланія Яка | - Гапломітрій Гукера - Кололеженея Россета - Скапанія компактна | - Скапанія швейцарська - Таргіонія підлиста |

Відділ Мохи
| - Анакамтодон сплахноподібний - Конардія компактна - Псевдокаліергон плауноподібний - Псевдокаліергон трирядний - Скорпідій скорпіоноподібний - Паламокладій справжньозелений - Фісиденс джерельний - Фісиденс рудуватий - Фісиденс струмковий - Фіскомітріум піщаний - Гукерія блискуча - Ортотецій рудуватий - Селанія сизувата | - Лекерея складчаста - Дикранодонцій шорсткий - Ногоптеріум граціозний - Меезія довгоніжкова - Меезія багнова - Меезія тригранна - Палудела відстовбурчена - Псевдобрій цинклідієподібний - Некера Мензіса - Плагіотецій некероподібний - Анектангій Ганделя - Цинклідот водяний - Генедієла Гайма | - Лазаренкія Козлова - Тортела ламка - Тортула Ранда - Кампілостелій скельний - Гетерофіл споріднений - Сфагн балтійський - Сфагн м'який - Сфагн блискучий - Сфагн тоненький - Сфагн Вульфа - Тейлорія язичкова - Гелодій Бландова - Тимія мекленбурзька |

Лишайники
| - Кладонія зірчаста - Лептогіум насічений - Сцитініум черепицеподібний - Сцитініум шредера - Гіалекта геркулінська - Гіалекта стовбурова - Гіалекта берестова - Тамнолія щетиниста - Агрестія щетиниста - Агрестія Зерова - Цірцінарія кущиста - Цірцінарія блукаюча - Цірцінарія гірозна - Полізосія Реутера - Лобарія легеневоподібна - Рікасолія широка - Стікта закопчена - Стікта лісова - Нефрома рівна | - Нефрома загорнута - Паннарія шерстиста - Пармелієла щетинистолиста - Алекторія паросткова - Аллоцетрарія Океза - Аллоцетрарія мадрепорова - Доліхоуснея найдовша - Гіпотрахіна відігнута - Летарієла переплутана - Меланохалеа елегантна - Пармотрема перлинова - Тукнерарія Лаурера - Уснея квітуча - Ксантопармелія камчадальська - Ксантопармелія грубозморшкувата - Солоріна мішкувата - Солоріна двоспорова - Гетеродермія прекрасна - Торнабея щитоподібна | - Псора обманлива - Рамаліна канарська - Рамаліна рвана - Рамаліна понтійська - Роччела водоростеподібна - Сквамарина щетиниста - Сквамарина сочевиценосна - Сквамарина небезпечна - Фульгензія пустельна - Русавскія долоненосна - Сейрофора ямчаста - Сейрофора загадкова - Ксанторія ялівцева - Ласалія пухирчаста - Ласалія російська - Умбілікарія багатолистоподібна - Псороглена біаторова - Ліхеномфалія Гудсонова |

Гриби
Відділ Сумчасті гриби
| - Гельвела монашка - Зморшок товстоногий | - Саркосома куляста - Плектанія чорніюча | - Трюфель літній - Поронія крапчаста |

Відділ Базидієві гриби
| - Печериця мухомороподібна - Печериця Романьєзі - Печериця таблитчаста - Баттаррея веселкоподібна - Білопечериця довгокоренева - Білопечериця Мозера - Білопечериця дівоча - Білогнойовик Богуша - Монтанея промениста - Феолепіота золотиста - Мухомор Цезаря - Мухомор щетинистий - Лімацела степова - Панеол пустельний - Боровик бронзовий - Яєшник укорінений - Яєшник Фехтнера - Яєшник темно-рожевий - Яєшник королівський - Яєшник гірський - Напівборовик ямчастий | - Філопор рожево-золотистий - Псевдомоховик паразитний - Червоноборовик вовчий - Рубіномоховик карміново-червоний - Червоноборовик чортів - Шишкогриб лускатий - Піддубник рожево-золотистий - Піддубник криваво-червоний - Катателазма царська - Клаваріадельф товкачиковий - Крепідот македонський - Амилоцистіс лапландський - Міріостома шийкова - Гомф булавоподібний - Грифола листувата - Герицій коралоподібний - Герицій їжаковий - Порполомопсис ковпакоподібний - Феллінідіум іржаво-бурий - Кавінія біло-зелена - Порхавка болотяна | - Дощовик соскоподібний - Ліофіл Фавре - Свинуха Зерової - Мутин собачий - Фелоринія Геркулесова - Смолоніг коренелюбний - Трутовик зонтичний - Мітікоміцес рогоніжковий - Хрящ-молочник золотисто-жовтий - Хрящ-молочник чорний - Хрящ-молочник криваво-червоний - Сироїжка синювата - Пізоліт безкореневий - Твердошкір багатокореневий - Листочня кучерява - Маслюк плакучий - Флокулярія Рікена - Білопавутинник бульбистий - Рядовка величезна - Рядовка опенькоподібна |

## Види, виключені з Червоної книги України
В дужках зазначено рік, коли вид було виключено з Червоної книги України. Деякі з цих організмнів не розглядаються як види у сучасній систематиці і саме тому були вилучені з Червоної книги.

### Тваринний світ
Тип Нематоди
| - Аксонолайм замковий (2021) | - Хромадорина двоока (2021) |  |

Тип Кільчасті черви
- Дина абсолоні (1993)[28]

Тип Молюски
| - Ставковик булавоподібний (2021) | - Ставковик потовщений (2021) | - Слимак великий строкатий (2021) |

Тип Членистоногі
Клас Вищі ракоподібні
| - Мізида аномальна (2021) - Гмеліна маленька (2021) | - Морський кріт (2021) - Трав'яний краб (2021) | - Волохатий краб (2021) - Ксанто пореса (2021) |

Клас Губоногі багатоніжки
- Мухоловка звичайна (2021)

Клас Комахи
| - Стрілка Меркурія (2009) - Веснянка велика (2009) - Пилкохвіст Болдирева (2021) - Махаон (2021) - Подалірій (2021) - Ванесса чорно-руда (2009) - Синявець Мелеагр (2009) - Бражник олеандровий (2009) - Ведмедиця Гера (2009) - Ведмедиця червонокрапкова (2009) - Бражник мертва голова (2021) - Сатурнія руда (2021) - Стрічкарка блакитна (2021) - Ендроміс березовий (2021) | - Носатка-листовидка (2021) - Синявець римнус (2021) - Сонцевик фау-біле (2021) - Совка сокиркова (2021) - Пахучий стафілін (2009) - Скарабей священний (2021) - Коновія мегаполітанська (2009) - Акантоліда жовтоголова (2009) - Акантоліда сланцева (2009) - Неуротома Фауста (2009) - Мегадолонт гаплофілумовий (2009) - Зарея бронзовотіла (2009) - Зарея міднотіла (2009) | - Агре Фрівальдського (2009) - Стериктофора шипшинова (2009) - Апростема Пелетьє (2009) - Апростема Карпентера (2009) - Перинеура приструмкова (2009) - Макрофія тевтонська (2009) - Сколія степова (2009) - Рофітоїдес сірий (2009) - Мегахіла округла (2009) - Джміль пластинчастозубий (2009) - Джміль мінливий (2009) - Джміль незвичайний (2009) - Ляфрія янтарна (1993) |

Тип Хордові
Клас Променепері риби
| - Бичок-рижик звичайний (2009) - Бичок золотистий (2009) | - Щипавка сибірська (2021) | - Йорж Балона (2021) |

Клас Плазуни
- Гадюка Нікольського (2021)

Клас Ссавці
| - Водяна полівка мала (2009) | - Борсук звичайний (2009) |  |

### Рослинний світ
Судинні рослини
Відділ Папоротеподібні
| - Птерис крітський (2009) | - Сальвінія плаваюча (2021) |  |

Відділ Покритонасінні
| - Холодок прибережний (2009) - Ринхоспора бура (2009) - Осока затінкова (2021) - Шафран весняний (2009) - Арніка гірська (2009) - Астранція велика (2009) - Волошка карпатська (2009) - Волошка червоноквіткова (2009) - Смілка Сирейщикова (2009) | - Смілка литовська (2021) - Сонценасінник таємний (2021) - Береза темна (2021) - Дрік донський (2009) - Люцерна скельна (2009) - Гострокільник карпатський (2009) - Гуньба смірнська (2009) - Чебрець несправжньогранітний (2009) - Тонконіг Дейла (2009) | - Тонконіг різнобарвний (2009) - Тонконіг кримський (2021) - Орлики трансильванські (2021) - Чемерник чорний (2009) - Наперстянка шерстиста (2009) - Верба сітчаста (2009) - Валеріана дводомна (2009) - Льонок бессарабський (2009) - Водяний горіх плаваючий (2021) |

Водорості
Відділ Синьозелені водорості
- Стигонема очката (2009)

Відділ Бурі водорості
- Кладостефус губчастий (2021)

Відділ Зелені водорості
- Кладофора вадорська (2021)

Мохоподібні
Відділ Мохи
- Схістостега периста (2009)

Лишайники
| - Тонінія Келлера (2009) | - Ризоплака темноглазкова (2021) | - Цетрарія степова (2021) |

Гриби
Відділ Сумчасті гриби
| - Тилопіл солодкий (2009) | - Строчок Слоневського (2021) | - Зморшок степовий (2021) |

Відділ Базидієві гриби
| - Решіточник червоний (2021) - Квітохвісник Арчера (2021) - Кальмарник веретеноподібний (2021) | - Ентолома смердюча (2021) - Модринофомес лікарський (2021) | - Мутин малиновий (2021) - Веселка подвоєна (2021) |

## Автори та редактори

### Перше видання
До редакційної колегії першого видання Червоної книги України (УРСР), яке було зроблене одним томом, входили: К. М. Ситник (відповідальний редактор), А. М. Гродзинський, В. О. Топачевський, В. І. Чопик і А. П. Федоренко. Останні двоє також були зазначені як укладачі.
Для кожного нарису окремо не було вказано автора, натомість автори перелічені лише у передмові до видання з зазначеннями над якими групами організмів вони працювали:
- Рослини (151 вид) — Т. Л. Андрієнко, Б. В. Заверуха, А. М. Краснова, В. В. Протопопова та В. І. Чопик.
- Ссавці (29 видів) — В. І. Абелєнцев, В. А. Гайченко, С. І. Золотухіна, В. І. Крижанівський, О. А. Михалевич, І. В. Рогатко, В. М. Самош і Н. С. Філіпчук.
- Птахи (28 видів) — Т. Б. Ардамацька, А. А. Гвоздак, О. Ф. Головач, М. І. Головушкін, В. В. Лісничий, В. Д. Сіохін і А. П. Федоренко.
- Земноводні (4 види) та плазуни (6 видів) — В. І. Таращук.
- Комахи (18 видів) — В. М. Єрмоленко, З. Ф. Ключко та О. А. Петрусенко.

### Друге видання
До редакційної колегії другого видання Червоної книги України входили: Ю. І. Костенко (голова, за посадою), Ю. Р. Шеляг-Сосонко (відповідальний редактор тому «Рослинний світ»), М. М. Щербак (відповідальний редактор тому «Тваринний світ»), Т. Л. Андрієнко, В. О. Архипчук (відповідальний секретар), П. О. Вавриш (відповідальний секретар), В. А. Величко, М. А. Воїнственський, Я. П. Дідух, В. Г. Долін, В. М. Єрмоленко, Б. В. Заверуха (заступник відповідального редактору тому «Рослинний світ»), Ю. П. Зайцев, М. П. Зяблюк, В. І. Крижанівський, Ю. В. Мовчан, В. І. Монченко (заступник відповідального редактору тому «Тваринний світ»), Л. О. Палієнко, О. М. Пекло, В. В. Протопопова, М. П. Стеценко.
Авторами нарисів тому «Тваринний світ» були:
- Гідроїдні (2 види) — В. В. Муріна, С. Д. Степаньянц[ru].
- Нематоди (2 види) — М. М. Дехтяр.
- Малощетинкові черви (1 вид) — В. В. Аністратенко.
- П'явки (6 видів) — В. М. Епштейн.
- Зяброногі ракоподібні (8 видів) — М. В. Вєхов.
- Веслоногі ракоподібні (1 вид) — В. І. Монченко.
- Мізиди (3 види) — Т. І. Комарова.
- Бокоплави (6 видів) — В. В. Поліщук.
- Десятиногі ракоподібні (8 видів) — Ю. М. Макаров, В. І. Монченко.
- Павукоподібні (2 види) — А. В. Ястребцов.
- Багатоніжки (3 види) — М. Г. Чорний.
- Комахи (173 види) — В. М. Єрмоленко, П. В. Пучков, В. Г. Долін, А. А. Петренко, І. К. Загайкевич, В. М. Бровдій, С. В. Воловник, М. М. Данко, І. Г. Плющ, Ю. І. Будашкін, В. Ю. Раєвський, К. О. Єфетов, З. Ф. Ключко, О. С. Волбенко, Г. З. Осичнюк, О. Г. Радченко, В. М. Лобко
- Водні молюски (4 види) — В. В. Аністратенко, О. В. Холодківська.
- Наземні молюски (8 видів) — О. О. Байдашнкіков.
- Круглороті (2 види) та риби (32 види) — А. І. Смирнов, Ю. В. Мовчан, А. Я. Щербуха.
- Земноводні (5 видів) та плазуни (8 видів) — М. М. Щербак.
- Птахи (67 видів) — М. Є. Жмуд, В. І. Лисенко, О. Б. Грінченко, О. Ф. Головач, Т. Б. Ардамацька, М. Л. Клєстов, В. І. Стригунов, В. В. Вєтров, М. М. Щербак, С. П. Прокопенко, Ю. В. Міщенко, С. В. Вінтер, Й. І. Чернічко, Г. М. Молодан, В. Д. Сіохін, О. І. Кошелев, О. М. Пекло, В. І. Маландзія, В. І. Завгородній.
- Ссавці (41 вид) — В. І. Крижанівський, К. А. Татаринов, А. М. Волох, Ю. І. Крочко, Л. С. Шевченко, С. В. Безродний, З. В. Селюніна, Н. С. Філіпчук, О. О. Біркун, С. В. Кривохижин, М. В. Роженко.

### Третє видання
До редакційної колегії третього видання Червоної книги України входили: Г. Г. Філіпчук (голова, за посадою), М. М. Мовчан (перший заступник голови, за посадою), І. А. Акімов (відповідальний редактор тому «Тваринний світ», за посадою), Я. П. Дідух (відповідальний редактор тому «Рослинний світ», за посадою), І. В. Довгаль (заступник відповідального редактору тому «Тваринний світ»), С. Л. Мосякін (заступник відповідального редактору тому «Рослинний світ»), І. А. Коротченко (відповідальний секретар тому «Рослинний світ»), В. А. Костюшин (відповідальний секретар тому «Тваринний світ»), С. О. Афанасьєв, В. М. Вірченко, В. П. Гелюта, С. І. Губар, І. О. Дудка, С. Я. Кондратюк, В. О. Корнєєв, А. Г. Котенко, Т. І. Котенко, С. В. Межжерін, Ю. В. Мовчан, Є. М. Писанець, І. Г. Плющ, О. В. Пучков, В. Г. Радченко, Т. В. Тимочко, В. М. Титар, М. М. Федорончук, П. М. Царенко, Г. В. Фесенко.
Авторами нарисів тому «Тваринний світ» були:
- Гідроїдні (2 види) — І. В. Довгаль.
- Нематоди (2 види) — М. М. Дехтяр.
- Малощетинкові черви (1 вид) — О. М. Піндрус.
- П'явки (8 видів) — C. Ю. Утєвський.
- Зяброногі ракоподібні (8 видів) — Л. В. Самчишина, І. В. Довгаль.
- Веслоногі ракоподібні (5 видів) — В. І. Монченко, Л. В. Самчишина.
- Мізиди (3 види) — Л. В. Самчишина, І. В. Довгаль.
- Бокоплави (6 видів) — І. В. Довгаль.
- Десятиногі ракоподібні (9 видів) — Ю. М. Макаров, О. О. Ковтун, Г. А. Прокопов, І. В. Довгаль.
- Павукоподібні (2 види) — К. В. Євтушенко.
- Багатоніжки (3 види) — М. В. Таращук.
- Ногохвістки (2 види) — М. В. Таращук, І. Я. Капрусь.
- Комахи (226 видів) — Р. Й. Годунько, В. М. Єрмоленко (посмертно), Г. А. Прокопов, В. М. Титар, Т. І. Пушкар, В. Ю. Назаренко, П. В. Пучков, О. В. Пучков, А. А. Петренко, Б. М. Васько, І. К. Загайкевич (посмертно), О. В. Прохоров, В. Г. Долін (посмертно), В. М. Бровдій, С. В. Воловник, А. Г. Котенко, О. В. Кукушкин, О. В. Захаренко, В. О. Корнєєв, І. Г. Плющ, Ю. І. Будашкін, В. Ю. Раєвський, К. О. Єфетов, З. Ф. Ключко, І. М. Павлусенко, В. Г. Толканіц, М. Д. Зерова, П. Н. Шешурак, О. В. Фатерига, О. В. Амолін, О. С. Вобленко, С. П. Іванов, К. І. Шоренко, В. Г. Радченко, М. О. Філатов, В. І. Ланцов, В. М. Лобко, Г. В. Попов.
- Водні молюски (6 видів) — В. В. Аністратенко, І. А. Мунасипова-Мотяш.
- Наземні молюски (14 видів) — О. О. Байдашнкіков, С. В. Леонов.
- Круглороті (2 види) та риби (69 видів) — Ю. В. Мовчан, В. А. Денщик, О. Р. Болтачов, А. Я. Щербуха, А. І. Смирнов, А. Н. Свитовидів.
- Земноводні (8 видів) — Є. М. Писанець.
- Плазуни (11 видів) — О. В. Кукушкін, С. О. Шаригін, Т. І. Котенко, О. І. Ситнік, О. І. Зіненко, К. В. Курячий, Т. Ю. Гринчишин, С. В. Таращук.
- Птахи (87 видів) — М. Є. Жмуд, М. М. Бескаравайний, В. І. Лисенко, І. Т. Русєв, Г. В. Фесенко, А. А. Бокотей, Г. Г. Гаврись, Т. Б. Ардамацька, І. М. Горбань, М. А. Сеник, О. С. Гнатина, О. А. Яремченко, А. Г. Руденко, М. В. Химин, С. В. Домашевський, А. М. Полуда, В. В. Вєтров, В. І. Стригунов, К. А. Письменний, Ю. В. Милобог, М. Н. Гаврилюк, Б. А. Аппак, М. Л. Клєстов, С. Ю. Костін, М. О. Осипова, О. М. Цвелих, С. П. Прокопенко, О. Л. Кратюк, Ю. О. Андрющенко, І. В. Шидловський, А. І. Корзюков, П. С. Панченко, Г. М. Молодан, Р. М. Черничко, О. А. Дядічева, В. В. Кінда, В. Д. Сіохін, Н. В. Дзюбенко, М. П. Книш, В. А. Костюшин, Ю. В. Кузьменко, А.-Т. В. Башта, О. М. Архипов, Л. А. Потіш, Г. В. Бумар, А. О. Кийко, Б. Й. Годованець, О. І. Бронсков.
- Ссавці (68 видів) — О. В. Кондратенко, І. В. Загороднюк, А. В. Мішта, І. Р. Мерзлікін, С. В. Межжерін, А. І. Дулицький, О. В. Годлевська, В. М. Тищенко, А.-Т. В. Башта, Н. С. Філіпчук, З. В. Селюніна, О. І. Киселюк, М. А. Коробченко, Л. С. Шевченко, М. Г. Шквиря, А. М. Волох, М. В. Роженко, Н. С. Ружіленко, Л. А. Потіш, Ю. О. Михальов, Т. Л. Жаркіх, Н. І. Ясинецька.

## Офіційні видання
- Червона книга Української РСР. — Київ: Наукова думка, 1980. — 504 с.
- Червона книга України. Тваринний світ / за ред. М. М. Щербака. — Київ: Українська енциклопедія, 1994. — 464 с.
- Червона книга України. Рослинний світ / за ред. Ю. Р. Шеляга-Сосонка. — Київ: Українська енциклопедія, 1996. — 608 с.
- Червона книга України. Тваринний світ / за ред. І. А. Акімова. — Київ: Глобалконсалтинг, 2009. — 600 с.
- Червона книга України. Рослинний світ / за ред. Я. П. Дідуха — Київ: Глобалконсалтинг, 2009. – 900 с.